# Награда Раде Томић
Књижевна награда „Раде Томић“, која се у знак сећања на књажевачког и новосадског песника Радета Томића додељује аутору за најбољу књигу поезије. Од 2014. године под покровитељством је Уметничке академије Исток из Књажевца. Награда је основана 2002. године и првобитно је била намењена најбољем циклусу песама. Од 2007. године награда произилази на виши степен, те се лауреату поред Повеље Раде Томић, објављује и књига из рукописа, све до 2016. године када је излазила у чувеној едицији Исток.. Од 2016. године награда се додељује за објављену књигу песама у претходној години. Награда се састоји од новчаног износа и повеље.

## Награђени песници
- 2007. Живко Николић - Извор на камену
- 2008. Гордана Бoранијашевић - Молитва за моје риме
- 2009. Мирослав Тодоровић - Песме путовања и Дејан Богојевић - Преливи, отисци
- 2010. Зоран Вучић - Знаци из тескобе
- 2011. Милош Јанковић - Језник
- 2012. Радошин Зајић - Песма Мирјане и тајне слова
- 2013. Горан Ђорђевић - Додирнути тишину[3]
- 2014. Тања Крагујевић - Од светлости, до прашине[4]
- 2015. Ненад Трајковић - Ветар са језика[5]
- 2016. Недељко Богдановић - Олтар у планини
- 2017. Томислав Мијовић - Облуци
- 2018. Братислав Р. Милановић - Одрон светлости
- 2019. Горан Лабудовић Шарло - Tempi passati